# Martin Meyer (Politiker, 1972)

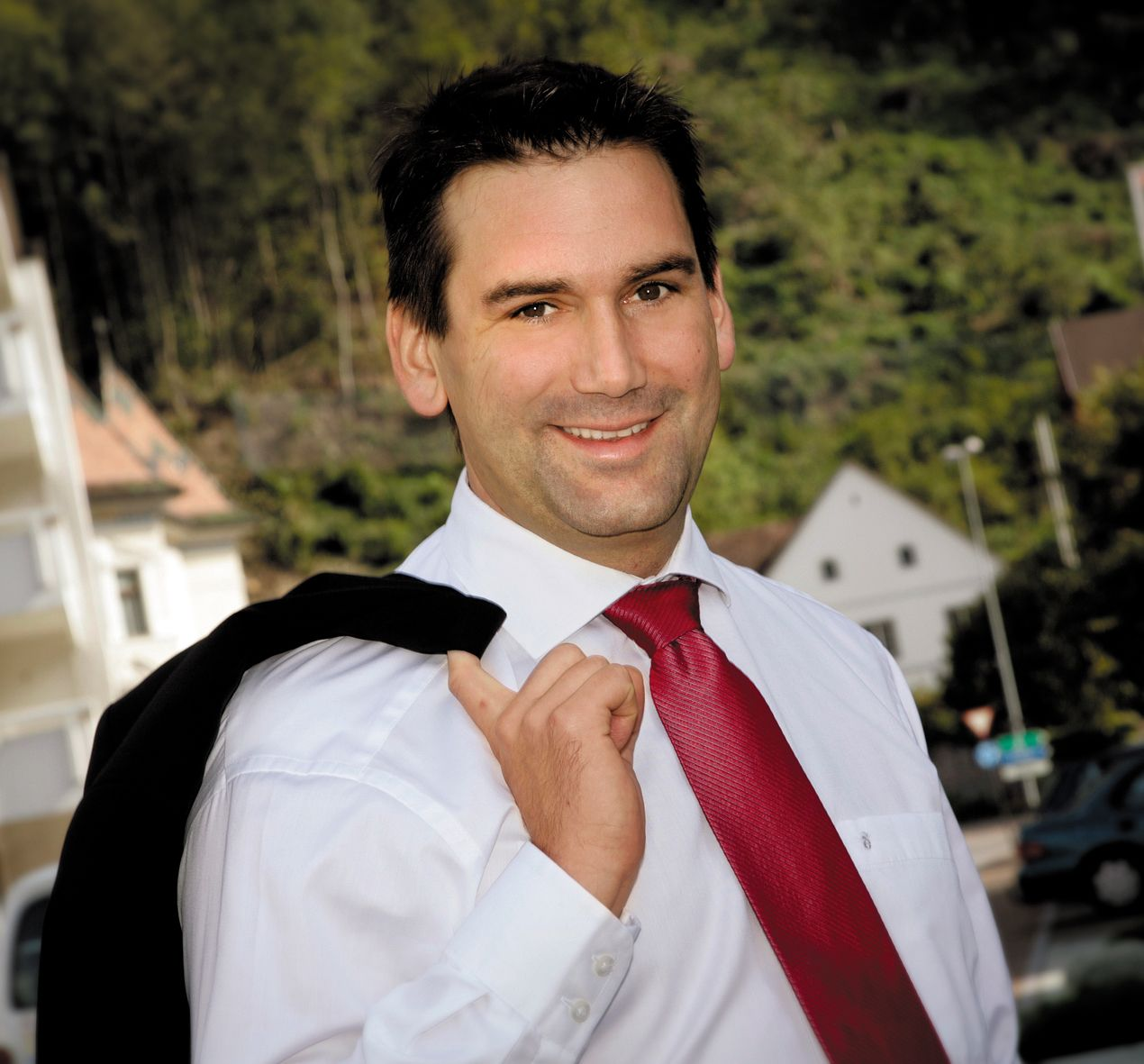
Martin Meyer (2008)

Martin Meyer (* 10. Juni 1972 in Grabs, Schweiz) ist ein ehemaliger liechtensteinischer Politiker (FBP). Er war von 2005 bis 2013 als Regierungsrat Mitglied der Regierung des Fürstentums Liechtenstein und dabei seit dem 25. März 2009 auch Stellvertreter des Regierungschefs. Seit April 2021 ist Meyer Präsident der liechtensteinischen Wirtschaftskammer
Meyer ist promovierter Wirtschaftswissenschaftler. Er ist verheiratet und wohnt mit seiner Frau, zwei Töchtern und zwei Söhnen in Gamprin.

## Biografie
Nach dem Abschluss der Pflichtschule studierte Martin Meyer ab 1992 an der Universität Bern Betriebswirtschaftslehre. Dieses Studium schloss er im Jahr 1996 ab. Anschliessend arbeitete er von 1996 bis 1999 als wissenschaftlicher Mitarbeiter und Fachbereichsleiter an der Universität im Institut für Wirtschaftsinformatik. Während dieser Zeit arbeitete er zudem an seiner Dissertation und konnte im Jahr 1999 seine Promotion als Doktor der Wirtschaftswissenschaften erlangen.
Anschliessend an seinen Abschied aus dem akademischen Umfeld der Universität Bern arbeitete Meyer von 1999 bis 2000 in Vaduz als Projektleiter bei der Verwaltungs- und Privatbank AG. In den Jahren 2000 und 2001 war er in der RBC-Gruppe, IGIM AG in St. Gallen als Unternehmensberater und Kadermitglied angestellt.
Im Jahr 2001 arbeitete Martin Meyer erstmals für die Regierung des Fürstentums Liechtenstein als Mitarbeiter in den Ressorts Inneres, Wirtschaft und Kommunikation. Zwei Jahre darauf, 2003, wurde Meyer nach dem Rücktritt von Reto Brunhart zum interimistischen Leiter der Liechtensteinischen Landespolizei ernannt und damit Polizeichef im Fürstentum. Während dieser Tätigkeit war Martin Meyer zudem Verwaltungsratsvizepräsident bei der LTN Liechtenstein TeleNet AG und Verwaltungsrat der Telekom FL AG.
2004 wurde Meyer zum Leiter der Stabsstelle für Wirtschaft in der Liechtensteinischen Regierung ernannt. Kurz danach, am 21. April 2005, wurde er als Regierungsrat vom Liechtensteinischen Landtag in die Regierung gewählt. Seit dem Jahr 2005 war der Regierungsrat zudem Mitglied des Präsidiums der Fortschrittlichen Bürgerpartei.
Nach der Regierungsneubildung im Jahr 2009 übernahm Meyer die Ressorts Wirtschaft, Verkehr und Bau, woraufhin er im März 2009 auch Regierungschefstellvertreter wurde. Bei der Landtagswahl in Liechtenstein 2013 stellte sich Meyer in der Folge aber nicht mehr der Wahl und schied mit der Angelobung der neuen Regierung am 27. März 2013 aus dem Regierungsamt aus.
2013 wurde ihm das Komturkreuz mit Stern des Fürstlich Liechtensteinischen Verdienstordens verliehen. Am 23. April 2021 wurde Martin Meyer als Nachfolger von Rainer Ritter zum Präsidenten der liechtensteinischen Wirtschaftskammer gewählt.